# Ratatat (album)
Pour le groupe, voir Ratatat.
Albums de Ratatat
Ratatat Remixes Vol. 1
(2004)
Ratatat est le premier album du groupe Ratatat, paru en 2004.

## Liste des morceaux
| No  | Titre              | Durée |
| --- | ------------------ | ----- |
| 1.  | Seventeen Years    | 4:26  |
| 2.  | El Pico            | 4:41  |
| 3.  | Crips              | 3:47  |
| 4.  | Desert Eagle       | 4:25  |
| 5.  | Everest            | 4:10  |
| 6.  | Bustelo            | 2:27  |
| 7.  | Breaking Away      | 4:19  |
| 8.  | Lapland            | 4:56  |
| 9.  | Germany to Germany | 3:38  |
| 10. | Spanish Armada     | 2:58  |
| 11. | Cherry             | 5:38  |